# Rängs distrikt
Rängs distrikt är ett distrikt i Vellinge kommun och Skåne län. 
Distriktet ligger öster om Falsterbo. 

## Tidigare administrativ tillhörighet
Distriktet inrättades 2016 och utgörs av socknarna Räng och Håslöv i Vellinge kommun
Området motsvarar den omfattning Rängs församling hade 1999/2000 och fick 1998 när socknarnas församlingar gick samman.